# Time Line (album)
Time Line è il secondo album del chitarrista statunitense Kerry Livgren, pubblicato nel 1984.

## Tracce
1. "Time Line" – 4:04
2. "Tonight" – 4:53
3. "Make or Break It" (Gleason) – 3:49
4. "Take Us to the Water" – 4:28
5. "Beyond the Pale" (Gleason, Livgren) – 3:33
6. "New Age Blues" (Gleason, Livgren) – 3:54
7. "Slow Motion Suicide" – 4:46
8. "High on a Hill" – 3:52
9. "Life Undercover" – 3:27
10. "Welcome to the War" – 5:11
11. "Interview with Kerry Livgren" - 24:08 (bonus track, only featured on 1996 reissue)

## Formazione

### Musicisti
- Kerry Livgren - chitarra, tastiera
- Michael Gleason - voce
- Mylon LeFevre, chitarra
- Dennis Holt, batteria
- Warren Ham - armonica
- Dave Hope - basso

### Produzione
- Produttore: Kerry Livgren
- Direttore di produzione: Ken Marcellina
- Copertina: Mark Tucker